# Rating kredytowy
Rating kredytowy (ang. credit rating) – kredytowa ocena klasyfikacyjna oceniająca i kategoryzująca poziom zdolności kredytowej danego podmiotu, długu lub zobowiązania finansowego lub emitenta takich długów lub zobowiązań finansowych.
Może ona być dokonywana przez niezależną, wyspecjalizowaną instytucję (agencję ratingową) i ma wówczas charakter publiczny, zewnętrzny, lub instytucję finansową (np. bank) i ma wówczas charakter poufny, wewnętrzny.
Opinia taka obejmuje ogólną zdolność kredytową dłużnika lub zdolność kredytową dłużnika w odniesieniu do danego instrumentu dłużnego czy też innego zobowiązania finansowego. Rating jest więc oceną zdolności podmiotu prawa, również państwa jako emitenta papierów dłużnych lub pożyczkobiorcy lub kredytobiorcy do pełnej obsługi zaciągniętego długu, czyli spłat odsetek i kapitału wierzycielowi według ustalonych w umowie kwot i terminów. Dla wierzyciela ocena ta stanowi charakterystykę wielkości ryzyka kredytowego (niedotrzymania warunków umowy, ang. default), na jakie jest on narażony, udzielając finansowania o charakterze dłużnym.
Angielskie pojęcie rating w słownikach tłumaczone jest przeważnie jako: „ocena”, „oznacznik”, „wskaźnik”, „indykator”, „wartość”, „znamionowana klasa”, „pozycja”, a niekiedy jako po prostu ranking. Jednakże uwzględniając funkcje i sposób ustalania ratingu, nie można go utożsamiać z rankingiem. Rating bowiem to pojęcie o znacznie głębszej wymowie ekonomicznej niż ranking. Jeśli ranking można ogólnie określić jako „uszeregowanie”, „klasyfikacja” według różnych kryteriów, np. wielkości obrotów, zysku, kapitału itp., to istotą ratingu są złożone, syntetyczne oceny objętych nimi podmiotów.

## Historia ratingu
Początek ratingu i agencji ratingowych sięga okresu pierwszej połowy XIX w. i związany jest z występującym wówczas kryzysem finansowym w Stanach Zjednoczonych. Pod wpływem doświadczeń kryzysowych niektóre agencje handlowe zaczęły wydawać świadectwa oceniające zdolność kupców i hurtowników do regulowania zobowiązań finansowych.
Pierwsza tego typu agencja powstała w Nowym Jorku w 1841 r. z inicjatywy Lewisa Tappana – The Mercantile Agency. Szybkiemu rozwojowi amerykańskiego rynku papierów wartościowych, pojawianiu się dużej liczby emitentów i długoterminowych inwestorów instytucjonalnych towarzyszyła jednak rosnąca liczba oszustw (emitowano papiery na rozbudowę nieistniejących obiektów, w tym np. linii kolejowych). Wskazywało to na konieczność systemu oceny i klasyfikacji papierów wartościowych i ponoszonego przez ich nabywców ryzyka kredytowego. Stąd też w 1909 r. John Moody opublikował pionierski rating obligacji. Przy tym – dla zwiększenia przejrzystości informacji – opracował literowy kod szacowania ryzyka inwestowania w papiery wartościowe. Kod obejmował początkowo litery od A do C i do dziś uznawany jest za światowy standard ratingu. W następstwie tego za historyczną datę oznaczającą początek nadawania ocen zdolności kredytowej przedsiębiorstw za pomocą kodów literowych uznawany jest rok 1909, kiedy agencja Moody's Investors Service, oceniając ryzyko inwestowania w obligacje amerykańskich spółek kolejowych, po raz pierwszy zastosowała symbole literowe A, B, C.
Drugie przedsiębiorstwo zajmujące się oceną obligacji była własnością Henry V. Poora. Z czasem przekształciło się w S&P Global Ratings (w wyniku fuzji Poor’s Publishing Company i Standard Statistics Comp.) Do końca lat 60. XX w. rynek usług ratingowych był słabo rozwinięty i ograniczał się do Stanów Zjednoczonych.
Bodźcem dla zapoczątkowanego w latach 60. i 70. XX w. szybkiego rozwoju przedsiębiorstw ratingowych była przede wszystkim narastająca zmienność kursów walut, akcji i obligacji na giełdach papierów wartościowych powodująca zwiększenie ryzyka inwestycyjnego. W wyniku tego zwiększało się zainteresowanie, a tym samym popyt na coraz bardziej złożone i profesjonalne analizy ryzyka inwestycyjnego, w tym papierów wartościowych – głównie obligacji. Rating zaczął być powszechnie traktowany zarówno przez inwestorów, jak i regulatorów jako ważny i obowiązkowy element infrastruktury rynku kapitałowego pozwalający na zarządzanie ryzykiem kredytowym.
Posiadanie ratingu nadanego przez agencję ratingową stanowi współcześnie często warunek konieczny dla emitentów (spółek, jednostek samorządu terytorialnego i państw) uzyskania dostępu do źródeł kapitału na rynkach finansowych. Brak ratingu podważa zaufanie inwestorów do emitentów, zwiększając ryzyko inwestycyjne, które musi znaleźć swoje odzwierciedlenie w premii za ryzyko, a tym samym oferowane oprocentowanie lub dyskonto przy zaciąganiu długu musi być wyższe.

## Rating współcześnie
Wraz z rozwojem rynku kapitałowego rośnie zapotrzebowanie na profesjonalne usługi ratingowe. Rosnąca liczba uczestników na rynku, rodzajów oferowanych instrumentów finansowych i możliwości inwestowania tworzy skomplikowany układ zależności i powiązań, często obarczonych znacznym ryzykiem. Dlatego też coraz więcej podmiotów decyduje się na zaostrzenie kryteriów inwestowania, co wyraża się m.in. we wprowadzaniu zakazu nabywania papierów dłużnych nieposiadających ratingu (niepoddanych ocenie ratingowej). Ocenom agencji ratingowych poddawane są nie tylko przedsiębiorstwa, fundusze inwestycyjne, ale także państwa i samorządy lokalne.
Podstawowe funkcje ratingów to ocena i klasyfikacja ryzyka kredytowego, a zatem i jego kontrola. Do głównych funkcji ratingów zalicza się:
- funkcję racjonalizatorską – polegająca na zapewnieniu pomocy w zwiększeniu efektywności procesów decyzyjnych poprzez usprawnienie procesów informacyjnych i racjonalizację sytuacji decyzyjnych (dla profesjonalnych i nieprofesjonalnych odbiorców ratingu poprzez redukcję liczby zmiennych decyzyjnych),
- funkcję porządkującą – polegająca na usuwaniu szumów informacyjnych na rynku poprzez eliminację informacji zbędnych oraz wykrywanie informacji błędnych i nieprawdziwych,
- funkcję informacyjną – polegająca na dostarczaniu wiarygodnych informacji o podejmowanych decyzjach zarządczych, w tym i finansowych, oraz możliwie pełnych i wyczerpujących informacji o danym podmiocie, przy zachowaniu wysokiego stopnia przejrzystości,
- funkcję popularyzatorską – polegająca na upowszechnianiu informacji o podmiotach poddanych analizie ratingowej i wiedzy o sposobach ich funkcjonowania,
- funkcję „wyrównywania szans” – polegająca na ułatwieniu podejmowania decyzji zarówno odbiorcom instytucjonalnym, jak i indywidualnym, poprzez publikowanie wyników analizy ratingowej w powszechnie dostępnych kanałach informacyjnych.

## Zakres i przedmiot ratingu
Zakres i przedmiot ratingu może być zróżnicowany i wyodrębnia się następujące obszary:
- ocena zdolności kredytowej danego podmiotu (rating podmiotu) – rating ogólnej zdolności danego podmiotu do wywiązywania się z zobowiązań finansowych,
- ocena klasyfikacyjna dotycząca konkretnej emisji dłużnych papierów wartościowych – bieżąca opinia o zdolności kredytowej emitenta w odniesieniu do konkretnego zobowiązania finansowego, określonej klasy zobowiązań finansowych lub określonego programu finansowego,
- specjalistyczne oceny klasyfikacyjne, dotyczące kredytów i pożyczek bankowych, lokat prywatnych i innych produktów finansowych, których asortyment rozwija się wraz z rosnącą złożonością rynków finansowych,
- oceny zagrożenia upadłością (bankructwem), tym samym oceny ryzyka kredytowego.

Oceny ratingowe mogą być długoterminowe (long-term rating) oraz krótkoterminowe (short-term rating), przy tym z uwzględnieniem zarówno transakcji w walucie krajowej, jak i w walucie zagranicznej.

## Proces nadawania ratingu

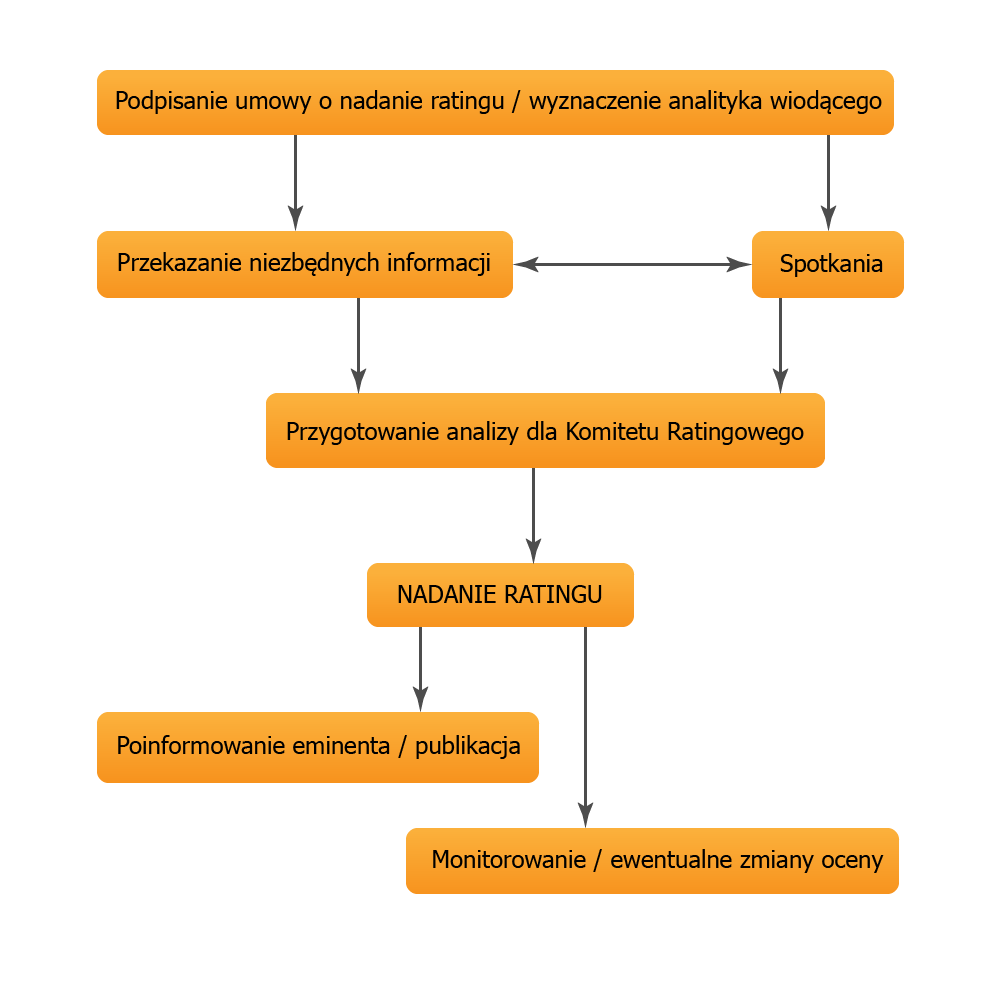
Proces nadawania ratingu (na podstawie prezentacji Fitch Ratings)

Oceny ratingowe są sporządzane przez agencje ratingowe na wniosek konkretnego podmiotu (tzw. ratingi zlecone) lub też z inicjatywy samej agencji. W pierwszym przypadku poziom wiarygodności kredytowej zostaje określony na podstawie szczegółowych danych dostarczonych agencji przez oceniany podmiot (w tym także informacji, które nie są upubliczniane), a w drugim tylko na podstawie informacji publikowanych, które agencja gromadzi we własnym zakresie. Stąd też wyróżniane są następujące formy ratingu:
1. rating wstępny – dokonywany przez agencję ratingową na wniosek badanego podmiotu i na podstawie raportów rocznych (przeważnie za ostatnie trzy lata działalności przedsiębiorstwa z uwzględnieniem jego perspektyw);
2. rating oficjalny – uwzględniający bardziej szczegółowe dane o ocenianym podmiocie, w tym takie jak: zaciągnięte kredyty oraz pożyczki długo- i krótkoterminowe, bankowe linie kredytowe, prognozy sytuacji finansowej na okres 3–5 lat, prospekty emisyjne, raporty dla akcjonariuszy;
3. rating ostateczny – po wymianie opinii pomiędzy ekspertami agencji i przedstawicielami zarządu ocenianego podmiotu rating oficjalny poddawany jest ocenie komitetowi ratingowemu agencji ratingowej, która ustala ostateczny poziom oceny wiarygodności kredytowej przedsiębiorstwa. Rating taki podany jest do wiadomości publicznej (jeśli ze strony podmiotu ocenianego nie ma zastrzeżeń co do wydanej przez agencję ratingową oceny).

Warunkiem aktualności ratingu jest jego ciągły monitoring. Wymaga to stałej współpracy agencji ratingowej z zarządem przedsiębiorstwa oraz dostępu do sprawozdań finansowych i innych informacji o monitorowanym podmiocie. Dzięki temu uczestnicy rynków finansowych są informowani o ewentualnych zmianach w ratingu.

## Skala ocen agencji ratingowych
Skala ocen ratingowych stosowana przez większość agencji ratingowych bazuje na oznaczeniach literowych (tradycyjnie potrójne, przy czym A oznacza ocenę najwyższą). Różnicuje się oznaczenia papierów wartościowych i długookresowych obligacji. W systemie ocen obligacji wyróżnia się dwa poziomy: inwestycyjny i spekulacyjny, przy czym wykorzystywane są cztery grupy ocen od AAA do D (w wyniku rozwoju rynku finansowego konieczne okazało się rozszerzenie skali oceny).
Zarówno w klasyfikacji Moody’s Investors Service, jak i S&P Global Ratings, określenie „wysoka jakość” oznacza niskie ryzyko kredytowe, a zatem wysokie prawdopodobieństwo spłaty zobowiązań. Pierwsze cztery szczeble: AAA, AA, A i BBB są uznawane za inwestycyjne papiery wartościowe, w których dług, odsetki i świadczenia dodatkowe będą regulowane w terminie. Papiery wartościowe sklasyfikowane jako BB uznaje się za papiery spekulacyjne; kategorie C pojmowane są jako obligacje dochodowe, z tym że wypłata oprocentowania uzależniona jest od ewentualnego zysku korporacji. Obligacje zweryfikowane jako D są bardzo ryzykowne, a ew. odzyskanie zainwestowanego kapitału będzie możliwe dopiero w chwili likwidacji przedsiębiorstwa.
| Moody’s   | Moody’s    | S&P       | S&P        | Fitch     | Fitch      |                                              |
| Long-term | Short-term | Long-term | Short-term | Long-term | Short-term |                                              |
| --------- | ---------- | --------- | ---------- | --------- | ---------- | -------------------------------------------- |
| Aaa       | P-1        | AAA       | A-1+       | AAA       | F1+        | Prime                                        |
| Aa1       | P-1        | AA+       | A-1+       | AA+       | F1+        | High grade                                   |
| Aa2       | P-1        | AA        | A-1+       | AA        | F1+        | High grade                                   |
| Aa3       | P-1        | AA-       | A-1+       | AA-       | F1+        | High grade                                   |
| A1        | P-1        | A+        | A-1        | A+        | F1         | Upper medium grade                           |
| A2        | P-1        | A         | A-1        | A         | F1         | Upper medium grade                           |
| A3        | P-2        | A-        | A-2        | A-        | F2         | Upper medium grade                           |
| Baa1      | P-2        | BBB+      | A-2        | BBB+      | F2         | Lower medium grade                           |
| Baa2      | P-3        | BBB       | A-3        | BBB       | F3         | Lower medium grade                           |
| Baa3      | P-3        | BBB-      | A-3        | BBB-      | F3         | Lower medium grade                           |
| Ba1       | Not prime  | BB+       | B          | BB+       | B          | Non-investment grade speculative             |
| Ba2       | Not prime  | BB        | B          | BB        | B          | Non-investment grade speculative             |
| Ba3       | Not prime  | BB-       | B          | BB-       | B          | Non-investment grade speculative             |
| B1        | Not prime  | B+        | B          | B+        | B          | Highly speculative                           |
| B2        | Not prime  | B         | B          | B         | B          | Highly speculative                           |
| B3        | Not prime  | B-        | B          | B-        | B          | Highly speculative                           |
| Caa1      | Not prime  | CCC+      | C          | CCC       | C          | Substantial risks                            |
| Caa2      | Not prime  | CCC       | C          | CCC       | C          | Extremely speculative                        |
| Caa3      | Not prime  | CCC-      | C          | CCC       | C          | In default with little prospect for recovery |
| Ca        | Not prime  | CC        | C          | CCC       | C          | In default with little prospect for recovery |
| Ca        | Not prime  | C         | C          | CCC       | C          | In default with little prospect for recovery |
| C         | Not prime  | D         | –          | DDD       | –          | In default                                   |
| –         | Not prime  | D         | –          | DD        | –          | In default                                   |
| –         | Not prime  | D         | –          | D         | –          | In default                                   |